# Болингбрук (Илиноис)
Болингбрук (енгл. Bolingbrook) град је у америчкој савезној држави Илиноис.

## Демографија
По попису из 2010. године број становника је 73.366, што је 17.045 (30,3%) становника више него 2000. године.
| Група             | 2000.          | 2010.          |
| Белци             | 32.618 (57,9%) | 30.587 (41,7%) |
| Афроамериканци    | 11.494 (20,4%) | 14.999 (20,4%) |
| Азијати           | 3.591 (6,4%)   | 8.357 (11,4%)  |
| Хиспаноамериканци | 7.371 (13,1%)  | 17.957 (24,5%) |
| Укупно            | 56.321         | 73.366         |